# Rudolf Schnieders
Rudolf Schnieders (* 2. November 1926 in Neuenkirchen; † 7. Januar 2025 in Bonn) war Generalsekretär des Deutschen Bauernverbandes (DBV).

## Werdegang
Schnieders legte im Januar 1958 an der Landwirtschaftlichen Fakultät der Universität Bonn seine Promotionsschrift vor. Ab 1962 arbeitete er für den Deutschen Bauernverband als Leiter des Referats Kreditwirtschaft und Strukturfragen. 1968 wurde er dessen stellvertretender Generalsekretär und 1976 Generalsekretär. Er blieb bis 1991 im Amt.
Schnieders war Mitglied der katholischen Studentenverbindung KDStV Ascania Bonn im CV. Er starb am 7. Januar 2025 im Alter von 98 Jahren.

## Ehrungen
- 1990: Großes Verdienstkreuz der Bundesrepublik Deutschland